# Chlorogomphus papilio
Chlorogomphus papilio är en trollsländeart som beskrevs av Friedrich Ris 1927. Chlorogomphus papilio ingår i släktet Chlorogomphus och familjen kungstrollsländor. IUCN kategoriserar arten globalt som livskraftig. Inga underarter finns listade i Catalogue of Life.